# モンタナの目撃者
『モンタナの目撃者』（モンタナのもくげきしゃ、Those Who Wish Me Dead）は、2021年のアメリカ合衆国のウェスタンスリラー映画。監督はテイラー・シェリダン、出演はアンジェリーナ・ジョリーとフィン・リトルなど。マイケル・コリータの小説『Those Who Wish Me Dead』を基に、コリータ本人やチャールズ・リーヴィット、テイラー・シェリダンが脚本を担当している。
2021年5月14日に、劇場とHBO Maxの両方でアメリカで公開された。日本では同年9月3日に公開された。

## ストーリー
オーウェン・キャサリーの10代の息子コナーが父の死を目撃する。彼はモンタナ州の荒野で殺し屋、ブラックウェル兄弟に追われていると気づく。彼を保護する任務を負った森林火災消防隊員のハンナ・フェイバーが追跡する一方で山火事が迫ってくる。

## キャスト
※括弧内は日本語吹替。
- ハンナ・フェイバー - アンジェリーナ・ジョリー（本田貴子）

過去の山火事でトラウマを抱えている。
- コナー・キャサリー - フィン・リトル（松本沙羅）

少し生意気な反抗期。父親を殺され、自身も殺し屋に狙われる。
- パトリック・ブラックウェル - ニコラス・ホルト（鈴木崚汰）

殺し屋。ジャックとは兄弟。コナーを追う。
- ジャック・ブラックウェル - エイダン・ギレン（上田燿司）

殺し屋。パトリックとは兄弟。
- アーサー・フィリップ - タイラー・ペリー

ブラックウェル兄弟に殺しを依頼した。
- イーサン・ソーヤー - ジョン・バーンサル（坂詰貴之）

山岳地帯を管轄とする保安官。オーウェンの義弟。
- アリソン・ソーヤー - メディナ・センゴア（阿部彬名）

イーサンの妻。妊娠6ヶ月。懐の広い女性。
- オーウェン・キャサリー - ジェイク・ウェバー（木下浩之）

コナーの父親。寛大で息子の生意気な言動を気にしないでいる。法廷会計士。
- ベン - ジェームズ・ジョーダン（英語版）（菊池通武）
- ライアン - トリー・キトルズ（英語版）（菊地達弘）
- ティナ - ローラ・マルティネス＝カニンガム
- ヴィック - ハワード・ファーガソン・Jr（綿貫竜之介）

## 製作
2019年1月、アンジェリーナ・ジョリーが主演し、テイラー・シェリダンが脚本・監督を務めることが発表された。 4月までに、ニコラス・ホルト、タイラー・ペリー、ジョン・バーンサル、エイダン・ギレンらが新たに参加したキャストとして発表された 。
本作はジョリーにとって11年ぶりの本格アクション映画であり、彼女は役作りにあたり実際の森林消防隊員に取材した。
撮影は2019年5月にニューメキシコ州で始まった。 製作は、2019年7月に終了した 。2019年8月には、24 -TWENTY FOUR-に出たジェームズ・ジョーダンが本作にも出演と発表された。
ブライアン・タイラーが作曲する。

## 公開
2019年5月、ワーナー・ブラザース・ピクチャーズとニュー・ライン・シネマが本作の配給権を獲得したことが発表された。現在、2021年5月14日に公開予定 。ワーナー・ブラザースは、2021年公開の全作品に対する計画の一環として、本作をHBO Maxでも1か月間同時配信し、その後は通常の家庭用メディアの公開予定期間まで削除する予定である。

## 評価
本作は批評家から好意的に評価されている。映画批評集積サイトのRotten Tomatoesには219件のレビューがあり、批評家支持62%、平均点は10点満点で5.7点となっている。サイト側による批評家の見解の要約は「『モンタナの目撃者』は伝統的な90年代のアメリカ映画のスタイルを維持しつつ、テイラー・シェリダンの推進力により質の高いアクションスリラーである。」となっている。また、Metacriticには41件のレビューがあり、加重平均値は59/100と平凡なものに留まっている。